# أليسا ياغي
أليسا ياغي (باليابانية: 八木アリサ؛ بالكانا: やぎ ありさ) هي عارضة وممثلة يابانية، ولدت في 31 يوليو 1995 في سابورو في اليابان.